# Íróka
Az íróka másik nevén "Gicca" az írókázás eszköze. Általában gömbölyded alakú cserépedényke, melyet maga a fazekas készít. Felületén egy nagyobb és egy csőszerű kisebb nyílás van. A nagyobbikon töltik az edénykébe a pépes díszítő folyadékot, a kisebbikbe libatoll szárából, ritkábban nádból vagy fémből való csövecskét erősítenek, és ezzel viszik a mintát az edényre. Ugyanígy használják a marha szarvából való szaruírókát, főleg Erdély fazekasközpontjaiban.
Írókát használnak a húsvéti tojás díszítéséhez is.

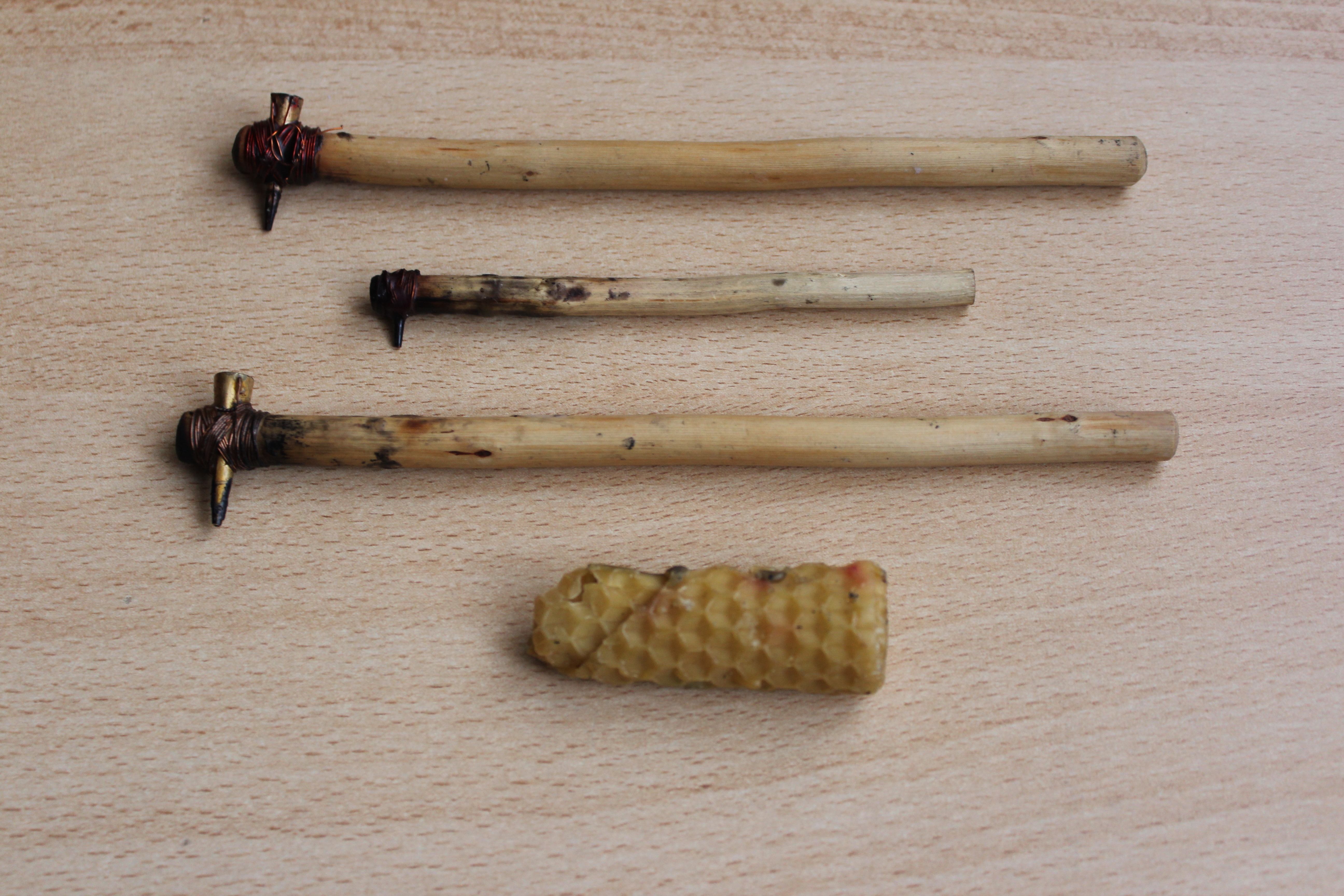